# Ignacy Aniceta Zawisza
Ignacy Aniceta Zawisza Kieżgajło herbu Łabędź (ur. 1696 – zm. 1738) – generał major, marszałek nadworny litewski 1736–1738, podkomorzy litewski 1734–1736, miecznik litewski 1730–1734, starosta miński od 1720 roku, starosta czeczerski, pułkownik województwa mińskiego w 1733 roku.
Poseł miński na sejm 1720 roku. Był posłem województwa mińskiego na sejm 1730 roku i sejm nadzwyczajny 1733 roku. Jako deputat Prowincji Wielkiego Księstwa Litewskiego podpisał pacta conventa Augusta III Sasa w 1733 roku. W 1735 roku podpisał uchwałę Rady Generalnej konfederacji warszawskiej.
Do dziś w muzeum Petersburskiej Akademii Nauk zwanym Kunst-kamerą zachował się wiersz powitalny w językach rosyjskim i niemieckim, złożony przez zecerów tłoczni akademickiej z okazji odbytej w dniu 1 marca 1735 roku wizyty Ignacego Zawiszy, posła króla polskiego Augusta III.
W 1734 odznaczony Orderem Orła Białego.